# Temporada 1974-75 de los Kansas City-Omaha Kings
La temporada 1974-75 fue la vigésimo séptima de los Kings en la NBA, y la tercera a caballo entre las ciudades de Kansas City y Omaha. La temporada regular acabó con 44 victorias y 38 derrotas, ocupando el tercer puesto de la Conferencia Oeste, clasificándose para los playoffs, en los que cayeron en semifinales de conferencia ante Chicago Bulls.

## Elecciones en elDraft
| Ronda | Puesto | Jugador       | Posición | Nacionalidad   | Universidad |
| ----- | ------ | ------------- | -------- | -------------- | ----------- |
| 1     | 6      | Scott Wedman  | Alero    | Estados Unidos | Colorado    |
| 2     | 24     | Len Kosmalski | Pívot    | Estados Unidos | Tennessee   |

## Temporada regular
| División Medio Oeste      | División Medio Oeste | División Medio Oeste | División Medio Oeste | División Medio Oeste | División Medio Oeste | División Medio Oeste | División Medio Oeste | División Medio Oeste |
| Equipo                    | G                    | P                    | %                    | PD                   | Casa                 | Fuera                | Div                  |                      |
| ------------------------- | -------------------- | -------------------- | -------------------- | -------------------- | -------------------- | -------------------- | -------------------- | -------------------- |
| y-Chicago Bulls           | 47                   | 35                   | .573                 | –                    | 29–12                | 18–23                | 11–15                |                      |
| x-Kansas City–Omaha Kings | 44                   | 38                   | .537                 | 3                    | 29–12                | 15–26                | 17–9                 |                      |
| x-Detroit Pistons         | 40                   | 42                   | .488                 | 7                    | 26–15                | 14–27                | 10–16                |                      |
| Milwaukee Bucks           | 38                   | 44                   | .463                 | 9                    | 25–16                | 13–28                | 14–12                |                      |

## Playoffs

### Semifinales de Conferencia
Chicago Bulls vs. Kansas City-Omaha Kings 
| Fecha       | Partido                                        | Ciudad      |
| ----------- | ---------------------------------------------- | ----------- |
| 9 de abril  | Chicago Bulls 95, Kansas City-Omaha Kings 89   | Chicago     |
| 13 de abril | Kansas City-Omaha Kings 102, Chicago Bulls 95  | Kansas City |
| 16 de abril | Chicago Bulls 93, Kansas City-Omaha Kings 90   | Chicago     |
| 18 de abril | Kansas City-Omaha Kings 104, Chicago Bulls 100 | Kansas City |
| 20 de abril | Chicago Bulls 104, Kansas City-Omaha Kings 77  | Chicago     |
| 23 de abril | Kansas City-Omaha Kings 89, Chicago Bulls 101  | Kansas City |
|             | Chicago Bulls gana las series 4-2              |             |

## Estadísticas
| Rk | Jugador        | Edad | P  | PT | MP   | TC  | TCI  | %TC  | TL  | TLI | %TL  | RO  | RD   | RT   | AS  | RB  | TAP | BP | FP  | PTS  |
| -- | -------------- | ---- | -- | -- | ---- | --- | ---- | ---- | --- | --- | ---- | --- | ---- | ---- | --- | --- | --- | -- | --- | ---- |
| 1  | Sam Lacey      | 26   | 81 |    | 41.7 | 4.8 | 11.3 | .427 | 1.8 | 2.4 | .754 | 2.8 | 11.4 | 14.2 | 5.3 | 1.7 | 2.1 |    | 3.4 | 11.5 |
| 2  | Tiny Archibald | 26   | 82 |    | 39.6 | 9.3 | 20.3 | .456 | 8.0 | 9.1 | .872 | 0.6 | 2.1  | 2.7  | 6.8 | 1.5 | 0.1 |    | 2.3 | 26.5 |
| 3  | Jimmy Walker   | 30   | 81 |    | 38.5 | 6.8 | 14.4 | .475 | 3.0 | 3.6 | .855 | 0.6 | 2.3  | 3.0  | 2.8 | 1.0 | 0.2 |    | 2.7 | 16.7 |
| 4  | Scott Wedman   | 22   | 80 |    | 31.9 | 4.7 | 10.1 | .465 | 1.7 | 2.1 | .818 | 2.5 | 3.6  | 6.1  | 1.6 | 1.0 | 0.3 |    | 3.4 | 11.1 |
| 5  | Ron Behagen    | 24   | 81 |    | 27.2 | 4.1 | 10.3 | .399 | 2.5 | 3.3 | .754 | 1.8 | 5.5  | 7.3  | 1.9 | 0.7 | 0.5 |    | 3.7 | 10.7 |
| 6  | Nate Williams  | 24   | 50 |    | 22.6 | 5.3 | 11.7 | .454 | 1.9 | 2.4 | .822 | 1.2 | 2.4  | 3.6  | 1.6 | 1.1 | 0.5 |    | 3.0 | 12.5 |
| 7  | Larry McNeill  | 24   | 80 |    | 21.9 | 3.7 | 8.1  | .459 | 2.4 | 3.0 | .784 | 1.9 | 4.4  | 6.2  | 0.9 | 0.9 | 0.3 |    | 2.9 | 9.8  |
| 8  | Ollie Johnson  | 25   | 30 |    | 16.9 | 2.1 | 4.3  | .492 | 1.1 | 1.2 | .892 | 0.9 | 1.3  | 2.2  | 1.0 | 0.6 | 0.4 |    | 2.3 | 5.4  |
| 9  | Mike D'Antoni  | 23   | 67 |    | 11.3 | 1.0 | 2.6  | .399 | 0.4 | 0.5 | .778 | 0.2 | 1.0  | 1.1  | 1.6 | 1.0 | 0.2 |    | 1.6 | 2.5  |
| 10 | Don Kojis      | 36   | 21 |    | 11.0 | 2.2 | 4.7  | .469 | 1.0 | 1.4 | .667 | 0.7 | 1.2  | 1.9  | 0.5 | 0.6 | 0.0 |    | 1.5 | 5.3  |
| 11 | Ken Durrett    | 26   | 21 |    | 8.3  | 1.5 | 3.7  | .410 | 0.5 | 1.0 | .550 | 0.7 | 1.2  | 1.9  | 0.4 | 0.2 | 0.2 |    | 1.4 | 3.6  |
| 12 | Rick Adelman   | 28   | 18 |    | 6.7  | 0.7 | 1.6  | .464 | 0.2 | 0.3 | .800 | 0.3 | 0.4  | 0.8  | 0.4 | 0.4 | 0.1 |    | 0.7 | 1.7  |
| 13 | Len Kosmalski  | 23   | 67 |    | 6.2  | 0.5 | 1.2  | .398 | 0.4 | 0.4 | .828 | 0.5 | 1.3  | 1.8  | 0.6 | 0.1 | 0.1 |    | 1.0 | 1.3  |
| 14 | Don May        | 29   | 29 |    | 4.8  | 0.9 | 1.9  | .500 | 0.3 | 0.4 | .833 | 0.1 | 0.3  | 0.4  | 0.2 | 0.1 | 0.1 |    | 0.7 | 2.2  |

## Galardones y récords
| Jugador        | Galardón                            |
| Phil Johnson   | Entrenador del Año de la NBA        |
| Nate Archibald | Mejor quinteto de la NBA All-Star   |
| Scott Wedman   | Mejor quinteto de rookies de la NBA |
| Sam Lacey      | All-Star                            |